# Peel Session TX 21/07/1998
Peel Session TX 21/07/1998 (comunemente chiamato Peel Session) è un EP dei Boards of Canada. Si tratta di una registrazione effettuata durante il programma radiofonico Peel Session della BBC Radio 1 il 21 Luglio 1998, come suggerisce il titolo dell'album.

## Il disco
Pubblicato su CD e Vinile l'11 Gennaio 1999 tramite Warp, l'EP contiene tre tracce, tutte precedentemente pubblicate, ma due delle quali vengono qui riproposte in una nuova veste sonora.
A queste tre tracce ne seguiva una quarta, successivamente eliminata.

## Tracce
1. Aquarius – 6:24
2. Happy Cycling – 7:56
3. Olson – 2:31
4. XYZ (Successivamente eliminata) – 8:05

Durata totale: 24:56